# Pavao (vikar Bosanske vikarije)
Fra Pavao, OFM, vjerojatno trideset i četvrti vikar Bosanske vikarije. Na mjestu vikara naslijedio je vjerojatno fra Mihovila Hrvata. Dužnost je vjerojatno obnašao od 1493. do 1496. godine. Naslijedio ga je fra Ivan Hrvat.